# Ropica longula
Ropica longula là một loài bọ cánh cứng trong họ Cerambycidae.